# Монлио-э-Курсель
Монлио́-э-Курсе́ль (фр. Montliot-et-Courcelles) — коммуна во Франции, находится в регионе Бургундия. Департамент коммуны — Кот-д’Ор. Входит в состав кантона Шатийон-сюр-Сен. Округ коммуны — Монбар.
Код INSEE коммуны — 21435.

## Население
Население коммуны на 2010 год составляло 285 человек.
| 1962 | 1968 | 1975 | 1982 | 1990 | 1999 | 2010 |
| ---- | ---- | ---- | ---- | ---- | ---- | ---- |
| 265  | 253  | 281  | 234  | 288  | 278  | 285  |

## Экономика
В 2010 году среди 205 человек трудоспособного возраста (15—64 лет) 150 были экономически активными, 55 — неактивными (показатель активности — 73,2 %, в 1999 году было 77,0 %). Из 150 активных жителей работали 137 человек (73 мужчины и 64 женщины), безработных было 13 (6 мужчин и 7 женщин). Среди 55 неактивных 12 человек были учениками или студентами, 29 — пенсионерами, 14 были неактивными по другим причинам.